# Luc Broussy
 (décembre 2018).
Si vous disposez d'ouvrages ou d'articles de référence ou si vous connaissez des sites web de qualité traitant du thème abordé ici, merci de compléter l'article en donnant les références utiles à sa vérifiabilité et en les liant à la section « Notes et références ».
Luc Broussy, né le 18 avril 1966 à Sarcelles (Val-d'Oise), est un spécialiste des questions liées au vieillissement et à la silver économie. Président du conseil national du Parti socialiste, il est par ailleurs le fondateur du groupe EHPA Presse & Conseil et, depuis 2016, le propriétaire du magazine musical Magic, revue pop moderne.

## Biographie
Luc Broussy fonde en 1997 le groupe EHPA Presse & Conseil qui édite notamment Le Mensuel des Maisons de Retraite et Le Journal du Médecin Coordonnateur.
Délégué général de l’Union nationale des établissements privés pour personnes âgées (UNEPPA) de 1993 à 2001 puis du Synerpa de 2001 à 2005, il est également directeur de l’Executive Master de politiques gérontologiques et gestion des Ehpad à l'Institut d'études politiques de Paris de 2003 à 2017.
Entre 2008 et 2015, Luc Broussy est conseiller général du Val-d'Oise et, de 2009 à 2014, il est adjoint au maire de Goussainville. De 2012 à 2017, il est suppléant du député de la 9e circonscription du Val-d'Oise et reste aujourd'hui membre Bureau national du Parti socialiste.
En 2012, Luc Broussy, alors conseiller « personnes âgées » dans l’équipe de campagne du candidat François Hollande, promeut au nom du candidat l'idée d'une « loi d’adaptation de la société au vieillissement ».
En septembre 2012, le gouvernement lui confie une mission consistant à définir les contours de cette loi.
En mars 2013, Luc Broussy rend un rapport interministériel sur l’adaptation de la société au vieillissement au Premier ministre. Ce rapport, intitulé « Adaptation de la société française au vieillissement de sa population : France, année zéro ! », est remis au chef du gouvernement le 11 mars 2013. Il inspirera très largement le projet de loi d’adaptation de la société au vieillissement promulgué le 28 décembre 2015. Dans ce rapport, il appelle de ses vœux une politique volontariste d’adaptation des logements, de l’urbanisme ou des transports au vieillissement de la population,,.    
Ce rapport sera publié en 2015, agrémenté d’une nouvelle préface, aux Éditions Dunod, sous le titre 10 mesures pour adapter la société française au vieillissement. De très nombreuses mesures prônées par ce rapport seront finalement introduites dans la loi du 28 décembre 2015 relative à l’adaptation de la loi au vieillissement. 
À la suite de ce rapport, il est élu le 23 septembre 2014 président du CNR-Santé, devenu en décembre 2014 France Silver Eco. Cette association, qui regroupe les grands acteurs de la Silver Économie en France (Caisse des Dépôts, Orange, La Poste, Legrand, Malakoff-Méderic, Saint Gobain, Cnavts, Fhf, Fehap, Synerpa, Admr, Una, Adessa, Croix-Rouge, Hager, Schneider, Capeb...), a pour mission d’animer cet écosystème.
Le 22 octobre 2018, Agnès Buzyn, ministre de la Santé et des Solidarités, désigne Luc Broussy président de la Filière nationale Silver Économie.
En 2018, il lance le laboratoire d'idées « Matières Grises », cercle de réflexion spécialisé sur les questions de vieillissement. Il publie avec la collaboration de Jérôme Guedj un rapport sur les personnes âgées à l’horizon 2030.
Dans le cadre de la concertation nationale Grand âge et autonomie lancée par Agnès Buzyn, Luc Broussy est nommé membre du conseil d’orientation présidé par Dominique Libault. 

## Parti socialiste
Commençant sa carrière professionnelle comme assistant chargé des affaires sociales (1989-1992) à « Solférino », siège du Parti socialiste, auprès de Jean-Claude Boulard, député de la Sarthe, il entre ensuite au cabinet de René Teulade, ministre des Affaires sociales et de l’Intégration comme conseiller chargé des dossiers européens et internationaux (1992-1993). 
Délégué national du PS aux personnes âgées de 2000 à 2008 auprès de François Hollande, il devient secrétaire national adjoint aux personnes âgées de juin 2014 à avril 2018 et produit régulièrement des contributions écrites (Le Mans, 2005 ; Reims, 2008 ; Toulouse, 2012 ; Poitiers). Il intervient également parfois dans la presse nationale sur ces sujets comme dans Libération, ou lorsqu’il s’en est pris aux positions défendues par Alain Minc. 
En qualité de conseiller général du Val d’Oise, il est de 2008 à 2011, vice-président de la commission des Affaires sociales de l’Assemblée des départements de France, avant de devenir conseiller spécial à l’autonomie auprès du président de l’Assemblée des départements de France, Claudy Lebreton, de 2011 à 2014. Là, il négociera avec les organisations professionnelles les prémisses d’une réforme de la tarification des services d’aide à domicile.

## Élu local valdoisien
Né à Sarcelles, originaire de Gonesse, c’est à Goussainville qu’il est élu conseiller municipal d’opposition en 2006. 
En 2008, il ravit le siège de conseiller général de Goussainville-Louvres à la droite et devient conseiller général du Val-d’Oise délégué aux personnes âgées et aux personnes handicapées. Là, il mettra en place le PAM 95 en faveur de la mobilité des personnes handicapées.
En 2009, il devient adjoint au maire de Goussainville chargé de la communication, de l’intercommunalité et du logement. En 2013, une crise s’ouvre avec Alain Louis, le maire de la ville, lorsque le Parti socialiste lui préfère Luc Broussy pour conduire la liste aux élections municipales de 2014. Alain Louis se présente en dissidence et l’emporte finalement en mars 2014, la liste PS-EELV de Luc Broussy réalisant 20 % au premier tour.
Aux élections législatives de juin 2012, Luc Broussy est élu suppléant du député de la 9e circonscription du Val d’Oise, Jean-Pierre Blazy et devient le candidat du PS dans cette circonscription pour les élections législatives de juin 2017. Cependant, face à la vague En Marche, il est éliminé dès le premier tour.

## Magic, revue pop moderne
Luc Broussy reprend en juillet 2016 le magazine Magic, revue pop moderne,, distribué en kiosques depuis 1995 mais qui venait tout juste de cesser sa parution. Devenu bimestriel, Magic, revue pop moderne reparaît en kiosques le 12 janvier 2017. Le 17 novembre 2017, 26 membres de la rédaction du magazine Magic, revue pop moderne démissionnent à la suite d'un désaccord avec le repreneur puis fondent le magazine en ligne Section26.

## Décorations
- Chevalier de la Légion d'honneur
- Chevalier de l'ordre national du Mérite
- Médaille d'honneur de la santé et des affaires sociales, argent (2012)[24]